# Olympisch Zwemstadion
Das Olympisch Zwemstadion (deutsch Olympisches Schwimmstadion) war ein temporäres Schwimmstadion in der niederländischen Hauptstadt Amsterdam.

## Geschichte
Die Anlage wurde anlässlich der Olympischen Sommerspiele 1928 erbaut. Während der Spiele wurden im Olympisch Zwemstadion die Wettbewerbe im Schwimmen, Wasserspringen sowie das Wasserballturnier und das Schwimmen im Modernen Fünfkampf ausgetragen.
Das aus Stahlbeton gebaute Becken war 50 Meter lang, 18 Meter breit und bis zu 5 Meter tief. Die Tribünen am Beckenrand boten bis zu 6000 Personen Platz.
Ein Jahr nach den Spielen wurde die Anlage für die neue Wohnsiedlung Olympisch Kwartier abgetragen.